# Unions Populars de Grups Socials Bipartidistes
Unions Populars de Grups Socials Bipartidistes (grec: Λαϊκές Ενώσεις Υπερκομματικών Κοινωνικών Ομάδων, LEFKO) és un partit polític grec minoritari, fundat el juny de 1989 per Konstantinos Dalios (Κωνσταντίνος Ντάλιος), qui a les eleccions de 1981 fou candidat per la Unió del Centre Democràtic. Dalios encara és el cap del partit. A les eleccions legislatives gregues de 2007 formà part de la Coalició de l'Esquerra Radical

## Restultats electorals
| 1989 | Parlament europeu | 14,266                 | 0.22 | 0 |
| 1993 | Parlament         | 7,237                  | 0.10 | 0 |
| 1994 | Parlament europeu | 18,648                 | 0.29 | 0 |
| 1996 | Parlament         | amb Primavera Política | -    | 0 |
| 2000 | Parlament         | amb el PASOK           | -    | 0 |
| 2004 | Parlament         | amb ND                 | -    | 0 |
| 2007 | Pariament         | amb SÍRIZA             | -    | 0 |